# 73 ярда
«73 я́рда» (англ. 73 Yards) — четвёртый эпизод 14-го сезона британского научно-фантастического телесериала «Доктор Кто». Автор сценария — шоураннер сериала Расселл Ти Дейвис. Режиссёр эпизода — Дилан Холмс Уильямс. Премьера эпизода состоялась 25 мая 2024 года на стриминговых сервисах BBC iPlayer и Disney+.

## Сюжет
Приземлившись в Уэльсе, Доктор случайно наступает на ведьмин круг, где написано про «Безумного Джека», и исчезает. За Руби начинает следовать таинственная престарелая женщина, держащаяся на расстоянии 73 ярдов. Любой, кто приближается к ней по просьбе Руби, убегает от страха, в их числе Карла Сандей, приёмная мать Руби, к которой Руби возвращается, и глава ЮНИТ Кейт Летбридж-Стюарт. Руби пытается жить дальше одна обычной жизнью, в то время как таинственная женщина продолжает быть рядом. В 2046 году слышит выступление политика Роджера ап Гвильяма (ранее Доктор говорил, что тот Роджер чуть не устроил ядерную катастрофу, став британским премьер-министром), который называет себя «Безумным Джеком». Внедрившись волонтёром в избирательную кампанию Роджера, Руби в итоге встаёт на расстоянии 73 ярдов от него и заставляет его бежать от женщины и уйти в отставку. Спустя 40 лет к состарившейся Руби наконец приближается таинственная женщина, и Руби переносится назад к моменту прибытия её и Доктора в Уэльс. Благодаря старой Руби, её молодая версия предупреждает Доктора не наступать на круг, предотвращая его исчезновение.

## Производство

### Разработка
Эпизод «73 ярда» написан шоураннером сериала Расселлом Ти Дейвисом, который назвал эпизод «валлийским фолк-хоррором», а антагониста — «самым странным злодеем, которого вы увидите». Он также объяснил, что в данном эпизоде Руби проживает «жизнь в покаянии», чтобы искупить вину за «неуважение» Доктора в виде разрыва ведьминого круга. Гатва отметил, что эпизод «73 ярда» важен для развития персонажа в сезоне в целом.
В эпизоде отсутствуют начальная заставка и музыкальная тема, что делает его одним из редких эпизодов без них. Остальными являются «Не спите больше» (2015), «Женщина, которая упала на Землю» (2018) и «Решение» (2019).

### Съёмки

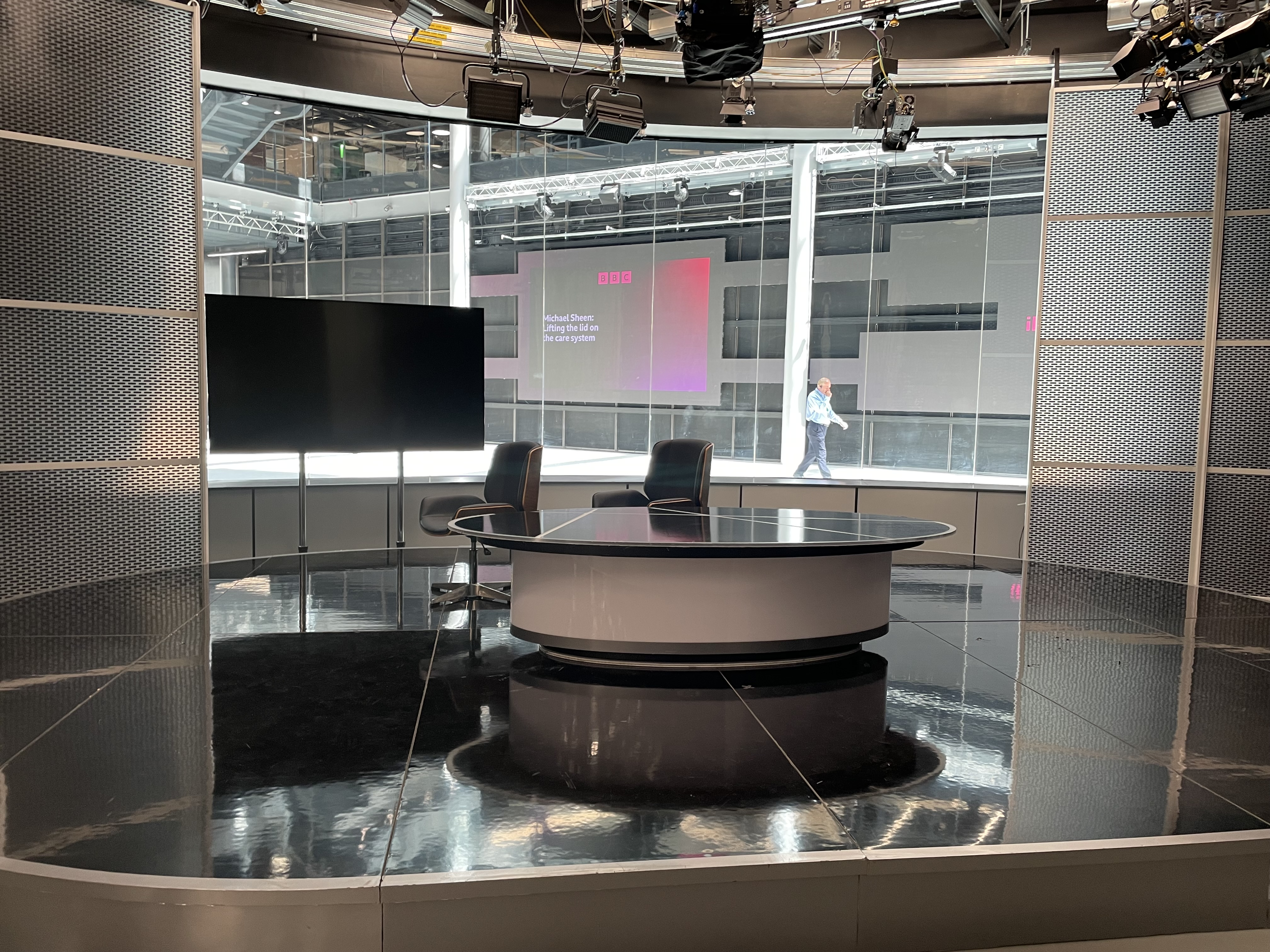
Студия в Новом радиотелецентре BBC Cymru Wales стала съёмочной площадкой для эпизода.

Эпизод «73 ярда» снят в декабре 2022 года — январе 2023 года. Режиссёр эпизода — Дилан Холмс Уильямс. Это первый эпизод, снятый для 14-го сезона (в том числе до рождественского спецвыпуска 2023 года «Церковь на Руби-роуд»), и он был в одном съёмочном блоке со следующим эпизодом, «Точка и пузырь». Это первый сценарий и первые съёмки для Милли Гибсон в роли Руби Сандей. Первыми сценами, снятые с ней, стали кадры из квартиры Руби по мере её взросления. Первая сцена эпизода снята у города Тенби на западе Уэльса. Было использовано два реквизита ТАРДИС в виде полицейской будки, поскольку у съёмочной группы не было времени перекрасить её для состаривания.
Съёмки сцен в пабе прошли в White Cross Inn в валлийском городе Кайрфилли, в котором раньше уже снимали спин-офф сериала «Торчвуд». Некоторые сцены были сняты в Новом радиотелецентре BBC Cymru Wales и на стадионе Кардифф Сити.

### Актёрский состав
Пятнадцатого Доктора сыграл Шути Гатва. Главную роль эпизода спутницы Доктора Руби Сандей исполнила Милли Гибсон. Эпизод является так называемым «Доктор-лайт» (англ. Doctor-lite), то есть с малым участием на экране главного персонажа сериала, Доктора. Гатва всё ещё снимался в последнем сезоне сериала «Половое воспитание» (2019—2023), что ограничило его участие в первом съёмочном блоке сезона. На съёмки сцен эпизода с ним понадобился всего один день.
9 января 2023 года были впервые оглашены некоторые актёры этого эпизода. Анейрин Барнард появился в роли антагониста, премьер-министра Великобритании Роджера ап Гвильяма. Хилари Хобсон сыграла таинственную женщину, а дама Шан Филлипс — Энид Медоус, женщину в пабе. Мэнди Уокер сыграла Руби в старости.
В данном эпизоде вернулись некоторые персонажи: глава ЮНИТ Кейт Летбридж-Стюарт в исполнении Джеммы Редгрейв, которая в последний раз появлялась в эпизоде «Смешок» (2023), и миссис Флад в исполнении Аниты Добсон. Телеведущий Амол Раджан сыграл в одной сцене самого себя в более старшем возрасте. Также в качестве массовки появились настоящие журналисты радиотелецентра Би-би-си. Как и в остальных предыдущих эпизодах, в этом появилась Сьюзан Твист, в этот раз сыгравшая роль пешей туристки.

## Релиз и критика
| Агрегированные оценки            | Агрегированные оценки |
| Источник                         | Рейтинг               |
| -------------------------------- | --------------------- |
| Rotten Tomatoes (Tomatometer)    | 100 %                 |
| Rotten Tomatoes (средняя оценка) | 8,6/10                |
| Оценки критиков                  |                       |
| Источник                         | Рейтинг               |
| Digital Spy                      | [ 10 ]                |
| Empire                           | [ 24 ]                |
| Evening Standard                 | [ 25 ]                |
| i                                | [ 26 ]                |
| IGN                              | 8/10                  |
| Radio Times                      | [ 28 ]                |
| The Independent                  | [ 29 ]                |
| Total Film                       | [ 30 ]                |
| Vulture                          | [ 31 ]                |

### Релиз
Премьера эпизода состоялась одновременно на стриминговых сервисах BBC iPlayer и Disney+ в полночь по британскому времени 25 мая 2024 года. На канале BBC One эпизод был показан позднее, вечером 25 мая.

### Рейтинги
За вечер на телеканале BBC One эпизод посмотрело 2,62 млн человек, что на тот момент сало самым высоким показателем в сезоне. Полный рейтинг за неделю составил 4,058 млн зрителей (включая просмотры на iPlayer), что также стало самым высоким показателем в сезоне. Среди выпусков недели на британском телевидении эпизод занял 12-е место (9-е место среди уникальных программ недели, 5-е место среди выпусков недели на BBC One).

### Критика
Согласно агрегатору рецензий Rotten Tomatoes, 100 % из 17 критиков дали эпизоду положительный отзыв, их средняя оценка составила 8,6 из 10. Консенсус критиков на сайте гласит: «Запутанный и жуткий эпизод „73 ярда“, в котором Руби в исполнении Милли Гибсон поставлена в самый центр, является, пожалуй, лучшим в этом сезоне».
В своей рецензии для VG247 Алекс Дональдсон назвал «73 ярда» «не просто одним из великих эпизодов „Доктора Кто“ за всё время, а одним из лучших произведений на телевидении за несколько лет». Мартин Робинсон из Evening Standard схожим образом восхвалил эпизод как «классику научно-фантастического хоррора, которая понравится даже ненавистникам сериала» и назвал его соперником эпизода «Не моргай» (2007), отметив «выразительное совершенство и поистине впечатляющий ужас». Дэниэл Купер в отзыве для Engadget похвалил эпизод за исследование персонажа Руби и то, как она использована.
Брэдли Расселл из Total Film назвал эпизод «выдающимся эпизодом „Доктора Кто“», который является «нервирующим» и «остаётся с вами ещё долго после того, как начинает звучать культовая музыка для титров», но выразил мнение, что третий акт слабее остальной части эпизода, так как теряет эффект хоррора и импульс от валлийской обстановки. Роберт Андерсон из IGN похвалил атмосферу эпизода, отметив эпизод как «один из лучших „Доктор-лайт“ эпизодов за всё время», несмотря на комментарий, что сюжетные линии не разрешаются удовлетворительным образом. Луиз Гриффин из Radio Times сказала, что «вопросы, оставленные без ответов» помогли «загадке истории», и результат был хорошим, добавив, что, по её мнению, для аудитории есть предел, но эпизод не перешёл эту черту. Ребекка Кук в отзыве для Digital Spy назвала эпизод «досадно близким к безупречному», раскритиковав сюжет с Гвильямом и его реализацию по сравнению с остальной частью эпизода. Кук сравнила эпизод с серией «Поверни налево» (2008) и похвалила решение не включать Доктора, заявив, что это дало Гибсон свободное место для раскрытия. Она также похвалила режиссуру Дилана Холмса Уильямса.

## Новеллизация
Новеллизация эпизода под авторством редактора сценария Скотта Хэндкока стала доступна для предзаказа в мае 2024 года. 8 августа она была выпущена в бумажной версии и в виде аудиокниги.